# Tournoi interzonal

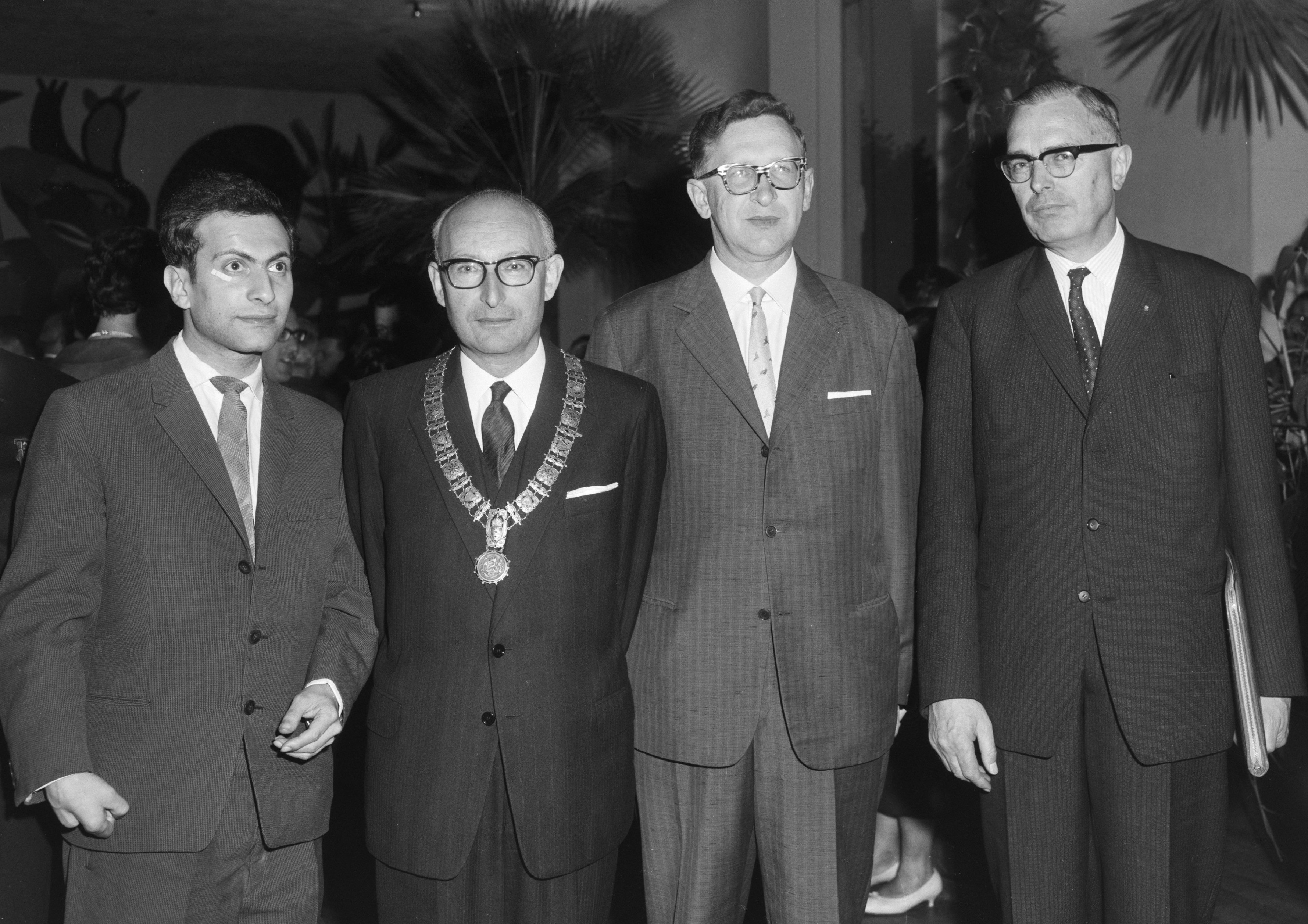
Mikhaïl Tal, Vassily Smyslov et Max Euwe au tournoi interzonal d'Amsterdam en 1964, officiellement ouvert par l'échevin M. R. Van de Bergh au Stedelijk Museum. Collection / Archive : Anefo Photo Collection Reportage.

Le tournoi interzonal ou tournoi interzones est une épreuve triennale créée en  1948 par la  Fédération internationale des échecs (FIDE) pour sélectionner les candidats au championnat du monde d'échecs. La FIDE a abandonné ce système en 1997.
Le dernier tournoi interzonal a eu lieu à Bienne en 1993.
Pour se qualifier au tournoi interzonal, les joueurs devaient se qualifier dans leurs tournois zonaux respectifs. L’étape suivante était le tournoi des candidats. Le cycle zonal-interzonal-candidats-championnat du monde avait lieu tous les 3 ans.

## Multiples vainqueurs
3 titres
- Mikhaïl Tal (en 1958, 1964 et 1979)
- Bent Larsen (en 1964, 1967 et 1976)

2 victoires
- David Bronstein (en 1948 et 1955)
- Bobby Fischer (en 1962 et 1970)
- Vassily Smyslov (en 1964 et 1982)
- Henrique Mecking (en 1973 et 1976)
- Viktor Kortchnoï (en 1973 et 1987)
- Lajos Portisch (en 1979 et 1982)
- Boris Guelfand (en 1990 et 1993)

## Interzonaux 1948-1970
De 1948 à 1970, l’interzonal réunissait 24 joueurs dans un tournoi fermé.
À partir de 1958, les interzonaux sélectionnaient six joueurs pour le tournoi des candidats.
| Année | Lieu                    | Gagnant(s)                                               | Deuxième(s)                                      | Qualifiés pour le tournoi des candidats |
| ----- | ----------------------- | -------------------------------------------------------- | ------------------------------------------------ | --- |
| 1948  | Saltsjöbaden            | David Bronstein                                          | László Szabó                                     | 3. Issaak Boleslavski, 4. Alexandre Kotov, 5. Andor Lilienthal, 6.-9. Salo Flohr, Miguel Najdorf, Gideon Ståhlberg (Igor Bondarevski, sixième et malade, fut remplacé par Flohr)                                                             |
| 1952  | Stockholm -Saltsjöbaden | Alexandre Kotov                                          | Tigran Petrossian                                | 3.-4. Mark Taimanov, Efim Geller, 5.-8. Youri Averbakh, Gideon Ståhlberg, László Szabó, Svetozar Gligorić |
| 1955  | Göteborg                | David Bronstein                                          | Paul Keres                                       | 3. Óscar Panno, 4. Tigran Petrossian, 5.-6. Efim Geller, Laszlo Szabo, 7.-9. Miroslav Filip, Herman Pilnik, Boris Spassky |
| 1958  | Portorož                | Mikhaïl Tal                                              | Svetozar Gligorić                                | 3.-4. Tigran Petrossian, Pal Benko, 5.-6. Bobby Fischer, Friðrik Ólafsson |
| 1962  | Stockholm               | Bobby Fischer                                            | Efim Geller, Tigran Petrossian                   | 4.-5. Miroslav Filip, Viktor Kortchnoï, 6.-8. Pal Benko (Gligoric, 6e-8e, termina dernier du mini-tournoi de départage) (Leonid Stein, 6e après le tournoi de départage, fut éliminé car seulement trois soviétiques pouvaient se qualifier) |
| 1964  | Amsterdam               | Vassily Smyslov, Bent Larsen, Mikhaïl Tal, Boris Spassky |                                                  | 7. Borislav Ivkov, 8.-9. Lajos Portisch (Reshevsky, 8e-9e, éliminé après un match de départage) (Leonid Stein, 5e, et David Bronstein, 6e, furent éliminés car seulement trois soviétiques pouvaient se qualifier)                           |
| 1967  | Sousse                  | Bent Larsen                                              | Efim Geller, Svetozar Gligorić, Viktor Kortchnoï | 5. Lajos Portisch, 6.-8. Samuel Reshevsky, ex æquo (Leonid Stein et Vlastimil Hort, 6e-8e furent éliminés par le départage de Sonneborn-Berger après un mini-tournoi triangulaire de départage non décisif)                                  |
| 1970  | Palma de Majorque       | Bobby Fischer                                            | Bent Larsen, Efim Geller, Robert Hübner          | 5.-6. Mark Taimanov, Wolfgang Uhlmann |

## Interzonaux de 1973 à 1987
De 1973 à 1979, il y avait deux interzonaux à 20 joueurs qui sélectionnaient chacun trois joueurs pour le tournoi des candidats. 
De 1982 à 1987, trois interzonaux réunissaient chacun 18 joueurs. En 1982, ils sélectionnaient chacun deux joueurs pour le tournoi des candidats. Quatre joueurs étaient sélectionnés par les tournois interzonaux de 1985 et trois par ceux de 1987. 
En 1985, les trois joueurs qui avaient terminé cinquième de leur interzonal (Speelman à Taxco, Gavrikov à Tunis et van der Wiel à Bienne) s'affrontèrent à Londres dans le but de désigner un réserviste pour le tournoi des candidats de Montpellier 1985. Jonathan Speelman remporta le mini-tournoi de départage mais il n'y eut pas de défection au tournoi des candidats.
| Année | Lieu           | Gagnant(s)                                       | Deuxième(s)                                | Qualifiés pour le tournoi des candidats      | Éliminés après départage               |
| ----- | -------------- | ------------------------------------------------ | ------------------------------------------ | -------------------------------------------- | -------------------------------------- |
| 1973  | Petrópolis     | Henrique Mecking                                 | 2.-4. Lajos Portisch (2e après départage)  | 2.-4. Lev Polougaïevski (3e après départage) | Efim Geller                            |
| 1973  | Leningrad      | Anatoli Karpov, Viktor Kortchnoï                 |                                            | 3. Robert Byrne                              |                                        |
| 1976  | Manille        | Henrique Mecking                                 | Vlastimil Hort, Lev Polougaïevski          |                                              |                                        |
| 1976  | Bienne         | Bent Larsen                                      | 2.-4. Lajos Portisch, (2e après départage) | 2.-4. Tigran Petrossian (3e après départage) | Mikhaïl Tal                            |
| 1979  | Rio de Janeiro | Tigran Petrossian, Lajos Portisch, Robert Hübner |                                            |                                              |                                        |
| 1979  | Riga           | Mikhaïl Tal                                      | Lev Polougaïevski                          | 3.-4. András Adorján                         | Zoltan Ribli                           |
| 1982  | Las Palmas     | Zoltán Ribli                                     | Vassily Smyslov                            |                                              |                                        |
| 1982  | Toluca         | Lajos Portisch, Eugenio Torre                    |                                            |                                              |                                        |
| 1982  | Moscou         | Garry Kasparov                                   | Aleksandr Beliavski                        |                                              |                                        |
| 1985  | Tunis          | Arthur Youssoupov                                | Aleksandr Beliavski                        | 3. Lajos Portisch, 4.-5. Aleksandr Tchernine | Viktor Gavrikov                        |
| 1985  | Taxco          | Jan Timman                                       | Jesus Nogueiras                            | 3. Mikhaïl Tal, 4. Kevin Spraggett           |                                        |
| 1985  | Bienne         | Rafael Vaganian                                  | Yasser Seirawan                            | 3. Andreï Sokolov, 4.-6. Nigel Short         | 5. John van der Wiel, 6. Eugenio Torre |
| 1987  | Subotica       | Gyula Sax, Nigel Short, Jonathan Speelman        |                                            |                                              |                                        |
| 1987  | Szirák         | Valeri Salov, Jóhann Hjartarson                  |                                            | 3.-4. Lajos Portisch                         | John Nunn                              |
| 1987  | Zagreb         | Viktor Kortchnoï                                 | Jaan Ehlvest, Yasser Seirawan              |                                              |                                        |

## Interzonaux de 1990 et 1993
En 1990 et 1993, les derniers tournois interzonaux se sont déroulés selon le système suisse avec 64 et 73 joueurs respectivement. Ils sélectionnaient respectivement onze et dix joueurs  pour le tournoi des candidats.
| Année | Lieu    | Gagnant(s)                         | Joueurs qualifiés pour le tournoi des candidats |
| ----- | ------- | ---------------------------------- | --- |
| 1990  | Manille | Boris Guelfand, Vassili Ivantchouk | 3.-4. Viswanathan Anand, Nigel Short, 5.-11. Gyula Sax, Viktor Kortchnoï, Robert Hübner, Predrag Nikolić, Leonid Youdassine, Sergueï Dolmatov, Alekseï Dreïev |
| 1993  | Bienne  | Boris Guelfand                     | 2.-9. Paul van der Sterren, Gata Kamsky, Aleksandr Khalifman, Michael Adams, Leonid Youdassine, Valeri Salov, Joël Lautier, Vladimir Kramnik, 10.-15. Viswanathan Anand (Epichine, Lputian, Chirov, Ivantchouk et I. Sokolov éliminés au départage) (le départage était la somme des Elos des joueurs rencontrés) |

## Tournoi de sélection PCA de 1993
En 1993, à Groningue, la Professional Chess Association organisa un tournoi de sélection concurrent du tournoi interzonal de la FIDE. Ce tournoi, un système suisse avec 54 participants, fut remporté par Anand et Adams devant Gulko, Kamsky, Kramnik, Romanichine et Tiviakov. Ces sept joueurs rejoignirent Nigel Short pour disputer le tournoi des candidats du championnat du monde d'échecs 1995 (classique).